# القانون الدولي والمستوطنات الإسرائيلية
يعتبر المجتمع الدولي على نطاق واسع إنشاء المستوطنات الإسرائيلية في المناطق التي تحتلها إسرائيل غير قانوني على إحدى قاعدتين: إما لأن المستوطنات تمثل خرقًا للمادة 49 من اتفاقية جنيف، أو لأنها مخالفة للإعلانات الدولية. كما أكّد كل من مجلس الأمن، والجمعية العامة للأمم المتحدة، واللجنة الدولية للصليب الأحمر، ومحكمة العدل الدولية، والأطراف العليا الموقعة على الاتفاقية، أن اتفاقية جنيف الرابعة تنطبق على المستوطنات الإسرائيلية.
وأكّدت العديد من قرارات الأمم المتحدة والرأي الدولي المسيطر أن المستوطنات الإسرائيلية في الضفة الغربية، والقدس الشرقية، ومرتفعات الجولان، تمثّل خرقًا للقانون الدولي بما في ذلك قرارات مجلس الأمن للأعوام 1979م و1980م و2016م. يُشير قرار مجلس الأمن رقم 446 إلى اتفاقية جنيف الرابعة بصفتها الأداة القانونية الدولية المطبّقة، ويطالب إسرائيل بالكف عن تحويل سكانها نحو تلك المناطق، أو تغيير التكوين الديموغرافي للمنطقة. أعلن 126 ممثلًا دوليًا في المؤتمر المنعقد للأطراف العليا الموقعة على اتفاقيات جنيف عام 2014م أن المستوطنات غير قانونية كما فعل العضو القضائي الأساسي في الأمم المتحدة؛ محكمة العدل الدولية واللجنة الدولية للصليب الأحمر.
حاججت إسرائيل بضراوة أن المستوطنات لا تُمثّل خرقًا لاتفاقية جنيف الرابعة لأن المواطنين الإسرائيليين، من وجهة نظر إسرائيل، لم يُنقلوا أو يُحولوا إلى تلك المناطق، ولا يمكن اعتبار تلك المناطق أنها أصبحت مناطق محتلة بسبب عدم وجود سيادة دولية قانونية ومعترف بها سابقة للوجود الإسرائيلي. حاججت الحكومات الإسرائيلية المتعاقبة بأن كل المستوطنات الموافق عليها قانونية وتتماشى مع القانون الدولي. عمليًا، لا تقبل إسرائيل أن اتفاقية جنيف الرابعة تطبق حكم القانون، ولكنها صرّحت ولأسباب إنسانية بأنها ستحكم هذه المناطق بحكم الأمر الواقع من خلال أحكامها دون تحديد ماهيّة هذه الأحكام. يؤكد أغلب علماء القانون أن المستوطنات تُمثّل خرقًا للقانون الدولي، بينما أعرب آخرون عن آراء معارضة تدعم الموقف الإسرائيلي. لم تعالج المحكمة العليا الإسرائيلية ذاتها قضية مشروعية المستوطنات. بينما أكدت محكمة العدل الدولية بقرارها الصادر بتاريخ 9 يوليو/تموز عام 2004م بعدم مشروعية بناء المستوطنات الإسرائيلية على الأرض المحتلة.

## خلفية
بعد فترة قصيرة من إعلان إسرائيل دولتها، حكمت المحكمة الإسرائيلية العليا أن المبادئ الأساسية للقانون الدولي، المقبولة بصفتها مُلزمة لكل الدول المتحضرة، يجب أن تؤَسَّس في النظام القانوني المحلي لإسرائيل. في الفترة التي أعقبت حرب الأيام الستة عام 1967م، احتلت إسرائيل شبه جزيرة سيناء، وقطاع غزة، والضفة الغربية، والقدس الشرقية، ومرتفعات الجولان. سُئل ثيودور ميرون، الذي كان في ذلك الوقت مسؤولًا في الحكومة الإسرائيلية حول موضوع القانون الدولي، والمستشار القانوني لوزير الخارجية الإسرائيلي، أن يوفر مذكرة تُعنى بوضع المستوطنات المقترحة في تلك المناطق من ناحية القانون الدولي، والتي رفعها لاحقًا إلى وزير الخارجية الإسرائيلي آبا إيبان في الرابع عشر من سبتمبر عام 1967م. خَلُص ثيودور إلى أن المستوطنات العسكرية قصيرة الأجل جائزة، ولكن المستوطنات المدنية في المناطق المُشرف عليها تتعارض مع الأحكام الواضحة لاتفاقية جنيف الرابعة، مضيفًا أن منع مثل هذا الانتقال للسكان كان حاسمًا، وأن الاستيطان المدني في المناطق المُشرف عليها يتعارض مع الأحكام الواضحة لاتفاقية جنيف الرابعة. حاجج غيرشوم غورينبيرغ بأنه تبعًا لوجود ملفات لهذه الملاحظات، فإن رئيس الوزراء الإسرائيلي في ذلك الوقت، ليفي أشكول، علم أن الاستيطان المدني في المناطق التي احتلتها إسرائيل لِلتّو سيخرق القوانين الدولية، وأن أشكول انخرط بشكل فعال بمرور الوقت في استكشاف كيفية استيطان المناطق المحتلة حديثًا. اعتُبر رأي ميرون القانوني الجلي سريًا للغاية ولم يُعرض للعامة.
استمرت الحكومة الإسرائيلية في السماح ببناء المستوطنات العسكرية لأسباب أمنية. بُنيت تلك المستوطنات على حدود تلك المناطق، على طول الجبهتين السورية والأردنية وعلى طول حدود شبه جزيرة سيناء. أعلنت إسرائيل أنها تقبل قرار مجلس الأمن رقم 242 وأنها مستعدة للتفاوض مع كل دولة عربية على كل فقرة في القرار. أخبر آبا إيبان جورج بول أن إسرائيل تنوي إعادة معظم الضفة الغربية إلى الأردن. طالبت مصر والأردن بمفاوضات وانسحاب بوقت واحد مع اقتراح الملك الأردني حسين أن المفاوضات إن لم تصل إلى سلام بغضون ستة أشهر أو سنة؛ فقد تُعيد القوات الإسرائيلية المنسحبة احتلال الضفة الغربية، وعقد اتفاقية سلام منفصلة مع الفلسطينيين. أعلم ليفي أشكول واشنطن أن إسرائيل ستعيد المناطق السورية والمصرية مقابل السلام، ولكن لم يكن هناك أي ذكر لإعادة الضفة الغربية، رغم عقد محادثات سرية مع الأردن حول أشكال محتملة من التسوية بين البلدين في ما يتعلق بذلك. في ذلك الوقت، ومع الحصول على موافقة الحكومة، أُعيد بناء مستوطنة كفار إتزيون في سبتمبر عام 1967م، لتصبح أول مستوطنة مدنية تُبنى في الضفة الغربية. خلال سبعينيات القرن العشرين، حكمت المحكمة العليا الإسرائيلية بشكل اعتيادي بأن إنشاء المستوطنات المدنية من قبل القادة العسكريين أمر قانوني على أساس أنها تشكل جزءً من الشبكة الدفاعية الإقليمية، واعتُبرت إجراءات مؤقتة تحتاجها إسرائيل لأغراض أمنية وعسكرية. بعد استلام حزب الليكود الحكم عام 1977م، لم تعد الأرض مستخدمة على أسس قوانين هوغ لعام 1907م، والتي تضمن وجودًا إسرائيليًا ذا طبيعة مؤقتة، بعد إعلان الحكومة الجديدة أن الأراضي في الضفة الغربية هي «أراضي دولة».
حكمت المحكمة العليا الإسرائيلية في عام 1979م وعام 1980م، مدفوعة بسياسات الحكومة الجديدة، بقضيتين مهمتين تحددان شرعية الاستيطان الإسرائيلي في ظل القانون الدولي. في قضية أيوب وآخرون ضد وزير الدفاع (قضية بيت الطوباس)، حددت المحكمة أن اتفاقيات هوغ دون اتفاقيات جنيف يمكن أن تُطبّق من قبل المحاكم الإسرائيلية حول الأرض وقضايا الاستيطان في المناطق المحتلة. في السنة التالية، حكمت المحكمة بقضية دويقات وآخرون ضد حكومة إسرائيل (قضية إيلون موريه)، واضعة محددات اتفاقيات هوغ حول استحواذ إسرائيل على الأرض والاستيطان. لا يمكن اعتبار المستوطنات، سواءً على أرض عامة أو خاصة، ذات طبيعة دائمة، ولا يمكن اعتبار الأرض مستولى عليها بشكل دائم، بل مؤقت. كانت المستوطنات على الأراضي الخاصة شرعيةً فقط في حال اعتُبرت ذات ضرورة عسكرية؛ يحتفظ المالك الأصلي بملكية الأرض وتُدفع له رسوم استئجار لاستخدام تلك الأرض. لا يمكن عزل ملكية الأراضي العامة ولا تغيير طابعها الأساسي.

## وضع المناطق
رغم أن كل المناطق التي قد احتلتها إسرائيل بعد حرب الأيام الستة عام 1967، عاملت إسرائيل تلك المناطق بثلاث طرق مختلفة:
القدس الشرقية: كانت القدس والمناطق المحيطة بها تُرى على أنها منطقة دولية خاضعة لإشراف الأمم المتحدة في خطة التقسيم عام 1947م، والتي قبلتها المنظمة اليهودية، ورفضتها كل الدول العربية. في عام 1948م، استولت الأردن على الجزء الشرقي من القدس وضمّته، بينما استولت إسرائيل الجزء الغربي منها وضمّته. بعد حرب الأيام الستة عام 1967م، ضمّت إسرائيل الجزء الشرقي مع بعض القرى المحيطة به. في عام 1980م مرّر الكنيست الإسرائيلي قانون القدس الذي ينص على أن «القدس، كاملةً وموحّدةً، هي عاصمة إسرائيل».
طبق قانون مرتفعات الجولان لعام 1981م «القانون والسلطة القضائية والإشراف الإسرائيلي» على مرتفعات الجولان التي احتلتها إسرائيل من سوريا في عام 1967م. رغم عدم استخدام القانون لذلك المصطلح، فإن المجتمع الدولي وأطرافًا في المعارضة الإسرائيلية اعتبروه ضمًا لتلك المرتفعات.
قطاع غزة والضفة الغربية من جزء من المناطق التي عرضتها الأمم المتحدة لدولة فلسطينية من وجهة نظر عربية في خطة التقسيم، والتي رفضتها الدول العربية. من عام 1948م حتى عام 1967م، احتلت مصر قطاعَ غزة، وضمت الأردن الضفةَ الغربية. وإلى جانب ضم القدس الشرقية المذكور أعلاه، لم يُعترف بضم الأردن للضفة الغربية دوليًا. منذ عام 1967م، خضعت الضفة الغربية للاحتلال العسكري الإسرائيلي. واحتلت إسرائيل غزة أيضًا عام 1967م، ولكن بعد خطة فك الارتباط الإسرائيلية أحادية الجانب عام 2005م، أصبح وضع غزة متنازعًا عليه مع آراء متصارعة حول ما إذا كان الاحتلال انتهى أم لا.
اعتبر مجلس الأمن الدولي (القرارات 478 و479 المتعاقبة) قانونَ القدس وقانونَ مرتفعات الجولان غير شرعيين، ولم يعترف المجتمع الدولي بهما. امتنعت الولايات المتحدة عن التصويت على القرار 478 ومرر الكونغرس الأمريكي قانون سفارة القدس، مغيرًا فقرات أساسية لتجنب فيتو رئاسي، الذي يعتبر القدس عاصمة لإسرائيل. يمكن تأجيل أحكام القانون لتنفيذ نقل السفارة أو منعها عن طريق ممارسة التنازل التنفيذي. ترى الولايات المتحدة أن أجزاء من القدس ليست ضمن إسرائيل وأن الموقف الرسمي للولايات المتحدة حول وضع القدس يجب أن يُحل بالتفاوض. يرى الاتحاد الأوروبي القدس كيانًا مستقلًا، وتعتبر الأمم المتحدة أن إعلان إسرائيل للقدس بصفتها عاصمتها باطلٌ.
وقّعت إسرائيل معاهدة سلام مع مصر (مزيلة كل المستوطنات الإسرائيلية في شبه جزيرة سيناء ومعيدة السيادة المصرية على شبه الجزيرة) ومع الأردن (معيدةً أجزاءً صغيرة إلى السيادة الأردنية)؛ لا يوجد حاليًا أي معاهدات سلام تحكم حدود إسرائيل متعلقة بقطاع غزة والضفة الغربية ومرتفعات الجولان.
يُعد تحديد أحكام نظام روما حول المحكمة الجنائية الدولية المتعلقة بنقل المدنيين معقدًا بسبب موقف إسرائيل، إذ اعتبرت إسرائيل نفسها مستهدفة. يُشير النظام، كما هو مبين في صيغته، إلى أن شكلًا واحدًا من أشكال الجرائم يحدث عندما ينقل مرتكب الجريمة بصورة مباشرة أو غير مباشرة جزءً من سكانه إلى المنطقة المحتلة، ويشترط أن يكون هذا الانتقال مفهومًا وفقًا لأحكام القانون الدولي ذات الصلة. صوّتت إسرائيل في البداية ضد النظام الأساسي بسبب هذا المقطع، ولكن وقَّعت عليه لاحقًا في ديسمبر من عام 2000م، لتعلن في يونيو عام 2002م أنها لا تعتزم المصادقة عليه.

## الدول

### الاتحاد الأوروبي
في يونيو/حزيران 1980، أعلنت الجماعة الاقتصادية الأوروبية (التي كانت تتألف آنذاك من تسعة أعضاء) في إعلان البندقية أن "المستوطنات، فضلاً عن التعديلات في السكان والممتلكات في الأراضي العربية المحتلة، غير قانونية بموجب القانون الدولي". وفي عام 2002 ومرة أخرى في عام 2012، كرر الاتحاد الأوروبي وجهة نظره بأن المستوطنات غير قانونية. وفي نوفمبر/تشرين الثاني 2019، قال الاتحاد الأوروبي في بيان أدلى به بعد تغيير موقف الولايات المتحدة الذي دام أربعة عقود من الزمان، إنه لا يزال يعتقد أن النشاط الاستيطاني الإسرائيلي في الأراضي الفلسطينية المحتلة غير قانوني بموجب القانون الدولي ويؤدي إلى تآكل آفاق السلام الدائم. وقالت رئيسة السياسة الخارجية بالاتحاد الأوروبي فيديريكا موجيريني "إن الاتحاد الأوروبي يدعو إسرائيل إلى إنهاء جميع أنشطة الاستيطان، بما يتماشى مع التزاماتها كقوة احتلال".

### كندا
تتفق كندا مع قراري مجلس الأمن التابع للأمم المتحدة رقم 446 و465، وتزعم أن اتفاقية جنيف الرابعة تنطبق على الأراضي المحتلة (مرتفعات الجولان والضفة الغربية والقدس الشرقية وقطاع غزة) وأن المستوطنات الإسرائيلية تشكل انتهاكًا لاتفاقية جنيف الرابعة.

### المملكة المتحدة
في عام 2009، وصف وزير الخارجية البريطاني ديفيد ميليباند المستوطنات الإسرائيلية بأنها "غير قانونية". وفي ديسمبر 2012، صرح وزير الخارجية البريطاني ويليام هيج بأن جميع المستوطنات الإسرائيلية "غير قانونية بموجب القانون الدولي".

### الأمم المتحدة
منذ احتلال الضفة الغربية عام 1967، أكدت العديد من قرارات الأمم المتحدة، مثل 446 و452 و465 و471 و476، بشكل واضح أن احتلال إسرائيل غير قانوني.  وعلاوة على ذلك، أكد القرار 446، الذي تم تبنيه في 22 مارس 1979، أن المستوطنات التي أقيمت في المنطقة تفتقر إلى الشرعية القانونية وتمثل عائقًا كبيرًا أمام تحقيق السلام.  يؤكد قرار مجلس الأمن التابع للأمم المتحدة رقم 2334، الذي تم تبنيه في عام 2016، أن أنشطة الاستيطان الإسرائيلية تمثل "انتهاكًا صارخًا" للقانون الدولي ولا تتمتع "بأي شرعية قانونية". ويدعو القرار إسرائيل إلى وقف هذه الأنشطة والالتزام بمسؤولياتها كقوة احتلال وفقًا لاتفاقية جنيف الرابعة. 

### آراء أخرى
في عام 2003، أعلنت حركة عدم الانحياز أن المستوطنات الإسرائيلية غير قانونية، وذكرت أن "الخطر الرئيسي الذي يهدد تحقيق الحقوق الوطنية للشعب الفلسطيني والتوصل إلى حل سلمي هو الاستعمار الاستيطاني الذي تم تنفيذه في الأراضي الفلسطينية المحتلة، بما في ذلك القدس الشرقية، منذ عام 1967، من خلال مصادرة الأراضي وبناء المستوطنات ونقل المواطنين الإسرائيليين إلى الأراضي المحتلة". وترى منظمة التعاون الإسلامي أن المستوطنات "تحد صارخ للإرادة الدولية، ويشكل انتهاكًا صارخًا للقانون الدولي والاتفاقيات والمعاهدات وقرارات الشرعية الدولية ذات الصلة، ويمثل عدوانًا واضحًا على حقوق الشعب الفلسطيني في أرضه". وأكدت منظمات حقوق الإنسان العفو الدولية وهيومن رايتس ووتش وبتسيلم وجهة نظرها بأن المستوطنات الإسرائيلية تشكل انتهاكًا للقانون الدولي. وتختلف رابطة مكافحة التشهير مع هذا الرأي، مؤكدة أن العبارة القائلة بأن "المستوطنات تشكل انتهاكًا للقانون الدولي" غير دقيقة، وزودت الناشطين بقائمة من الردود لتأكيد أنهم لا ينتهكون تلك القوانين. وفي عام 2024، صرح وزير الخارجية النرويجي إسبن بارث إيدي بأن "سياسة الاستيطان الإسرائيلية في الضفة الغربية، بما في ذلك القدس الشرقية، تنتهك القانون الدولي، بما في ذلك القانون الإنساني الدولي وحقوق الإنسان".
تزعم إسرائيل أن استحواذها على الضفة الغربية كان نتيجة لصراع دفاعي، وبالتالي تؤكد على حقها في الحفاظ على السيطرة على المنطقة.  ومع ذلك، ذكر الباحث القانوني جون كويجلي أن الدولة التي تمارس الدفاع عن النفس لا يمكنها بشكل شرعي الاحتفاظ بالأراضي التي استولت عليها أثناء صد هجوم. ويزعم أن تصرفات إسرائيل إذا كانت دفاعية حقاً، فإن هذا لا يوفر مبرراً مقبولاً لاستمرارها في احتلال قطاع غزة والضفة الغربية. فوفقاً لميثاق الأمم المتحدة، فإن المكاسب الإقليمية الناجمة عن الحرب غير مسموح بها، حتى بالنسبة لدولة تتصرف دفاعاً عن النفس. وتعكس ردود أفعال الدول الأخرى على احتلال إسرائيل إجماعاً شبه إجماعي على أن احتفاظ إسرائيل بالضفة الغربية وقطاع غزة، بغض النظر عن الطبيعة الدفاعية لتصرفاتها، يفتقر إلى المبرر القانوني. 
في 30 يناير 2009، أعلنت وكالة أسوشيتد برس أن المنظمة السياسية الإسرائيلية يش دين تعتزم استخدام قاعدة بيانات سرية تحتفظ بها الحكومة الإسرائيلية لإثبات أن العديد من المستوطنات الإسرائيلية في الضفة الغربية تم إنشاؤها على أراض مملوكة ملكية خاصة لمواطنين فلسطينيين، ولم يتم تقديم أي تعويض عنها. (B'Tselem 2017)

## البؤر الاستيطانية غير المرخصة أو غير القانونية
بادرت إدارة شارون إلى تقرير ساسون، الذي كشف أن الحكومة الإسرائيلية دعمت ماليًا إنشاء بؤر استيطانية يهودية غير مرخصة في الضفة الغربية، في انتهاك للسياسة الحكومية الرسمية. وأشار التقرير إلى أن وزارة الإسكان والبناء والمنظمة الصهيونية العالمية ووزارة التعليم ووزارة الدفاع تعاونت "لإنشاء نقاط استيطانية غير قانونية بشكل منهجي"، واستثمرت ملايين الدولارات لتطوير البنية التحتية للعديد من المستوطنات. 
يشير ملخص تقرير ساسون إلى أن التشريعات المحلية تلزم باستيفاء العديد من الشروط الأساسية قبل إنشاء مستوطنة في الضفة الغربية. ويسرد أربعة شروط أساسية يجب استيفاؤها في كل حالة. أما الشرط الثاني فيتعلق بملكية الأرض، وهو يشير إلى السابقة القانونية التي أرست قضية إيلون موريه. وينص الشرط الثالث على أنه لا يجوز إنشاء مستوطنة إلا وفقاً لخطة بناء معتمدة قانوناً وقادرة على توليد تصريح بناء. ويتطلب الشرط الرابع تحديد الحدود القضائية للمستوطنة مسبقاً بأمر من قائد المنطقة. وقد قررت المحكمة العليا الإسرائيلية أن الالتزام بالمعايير ذات الصلة من اتفاقية لاهاي الرابعة يشكل عنصراً ضرورياً ومتكاملاً لتلبية هذه الشروط الثلاثة الموضحة في القانون المحلي. وقد لخص ساسون الموقف بقوله:
"إن البؤرة الاستيطانية غير المرخصة هي مستوطنة لا تفي بشرط واحد على الأقل من الشروط المذكورة أعلاه. ويجب أن أؤكد: أن البؤرة الاستيطانية غير المرخصة ليست بؤرة استيطانية "شبه قانونية". فالبؤرة الاستيطانية غير المرخصة غير قانونية". 
وقد حدد التقرير "انتهاكات واضحة للقانون" ارتكبها مسؤولون حكوميون وكيانات حكومية. فقد تم فحص العديد من البؤر الاستيطانية، التي تجاوز عددها 100، وتبين أنها تلقت تمويلاً حكومياً لبناء طرق معبدة ومساكن دائمة وخطوط كهرباء وبنية أساسية إضافية. وأشار التقرير إلى أن بعض البؤر الاستيطانية أقيمت على أراضٍ فلسطينية مملوكة ملكية خاصة، بتسهيل من مهندسين معماريين من وزارة الإسكان. وعلاوة على ذلك، مولت وزارة الإسكان العديد من المنازل المتنقلة المستخدمة في إنشاء هذه البؤر الاستيطانية، في حين خصص مسؤولون من وزارة الدفاع مثل هذه الممتلكات الخاصة للوكالة اليهودية شبه الرسمية. 
وكجزء من "خريطة الطريق" للسلام لعام 2003، التزمت إسرائيل بإزالة حوالي عشرين مستوطنة من هذا القبيل، وهو الالتزام الذي لم تفي به بعد. 
ولكن هناك أدلة تشير إلى أن الدعم للبؤر الاستيطانية غير القانونية لا يزال مستمراً بلا هوادة. ففي المستوطنة غير المرخصة المعروفة باسم إيلي، جرى مؤخراً تشييد طريق جديد يعبر الأراضي الفلسطينية. 